# Nassau Avenue (Crosstown Line)
Nassau Avenue is een station van de metro van New York aan de Crosstown Line in Brooklyn. Het station is geopend in 1933. Lijn  maakt gebruik van dit station.
 ·  ·  ·  ·  ·  ·  ·  ·  · 